# Brita Olsson
Brita Olsson, född 1930, är en svensk hushållslärare och författare av böcker om mat. Hon har skrivit texten i masspridda böcker som femte omarbetningen av Sju sorters kakor. Från 1955 till 1995 arbetade hon på ICA Provkök.